# Shangri-La Dialogue
IISS Asia Security Summit: The Shangri-La Dialogue (SLD) – międzyrządowa konferencja poświęcona bezpieczeństwu, organizowana corocznie od 2002 roku w Singapurze przez International Institute for Strategic Studies (IISS). W dialogu uczestniczą zazwyczaj ministrowie obrony, stali szefowie ministerstw i szefowie sił zbrojnych, głównie państw Azji i Pacyfiku. Nazwa forum pochodzi od hotelu Shangri-La w Singapurze.
Konferencja jest często nazywana wojskową wersją szczytu Davos.

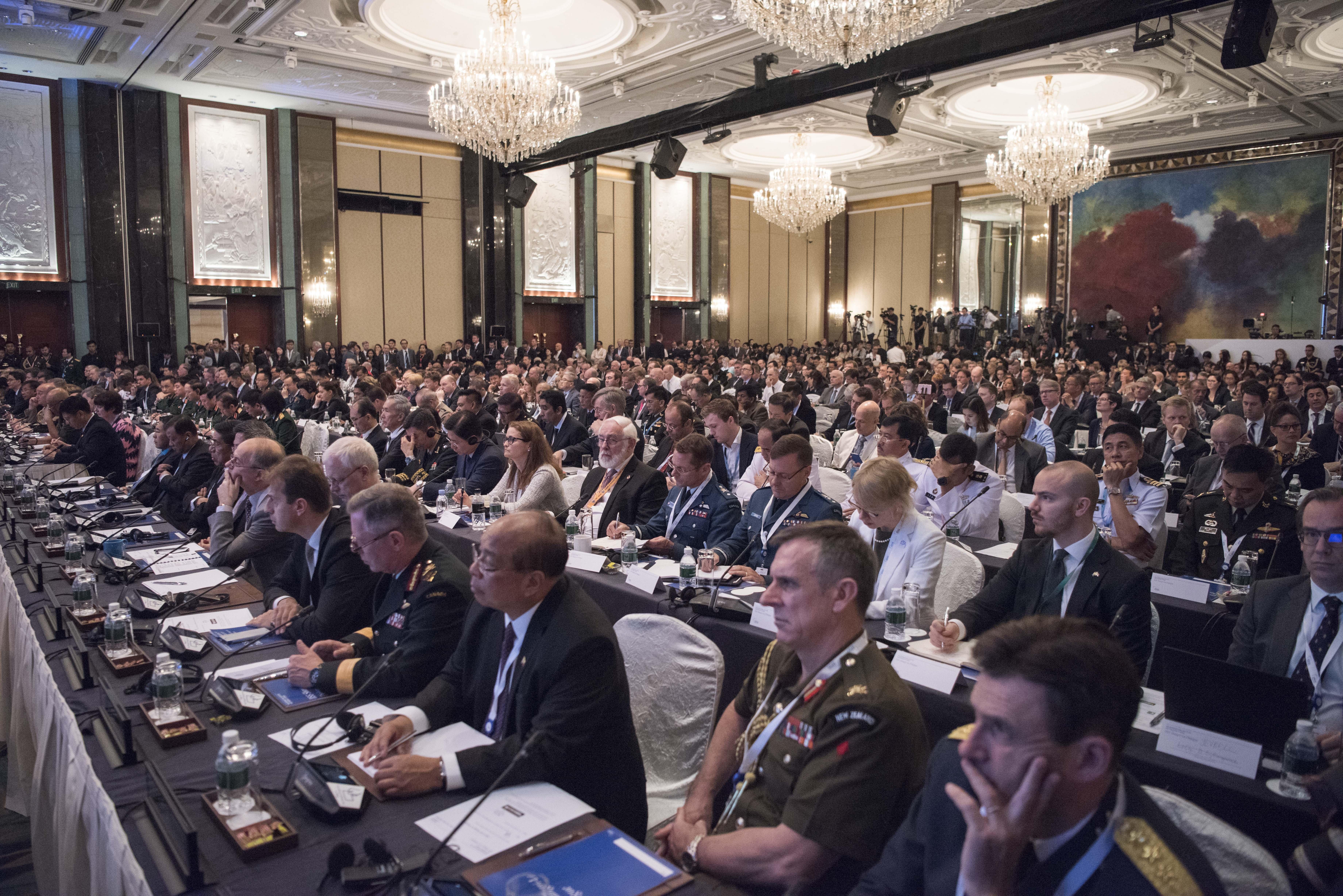
Delegaci na konferencji

Szczyt służy kultywowaniu poczucia wspólnoty wśród najważniejszych decydentów w dziedzinie obronności i bezpieczeństwa w regionie. Delegacje rządowe wykorzystały w pełni możliwości spotkania, organizując dwustronne spotkania z innymi delegacjami na marginesie konferencji. Chociaż szczyt jest przede wszystkim spotkaniem międzyrządowym, biorą w nim udział również prawodawcy, eksperci akademiccy, wybitni dziennikarze i delegaci świata biznesu.
Na przestrzeni lat Dialog Shangri-La stał się jednym z najważniejszych niezależnych forów wymiany poglądów decydentów w dziedzinie polityki bezpieczeństwa międzynarodowego. Oprócz państwa gospodarza w dialogu wzięły udział następujące kraje: Australia, Brunei, Kambodża, Kanada, Chile, Chiny, Francja, Niemcy, Indie, Indonezja, Japonia, Korea Południowa, Laos, Malezja, Mongolia, Myanmar, Nowa Zelandia, Pakistan, Filipiny, Rosja, Sri Lanka, Szwecja, Szwajcaria, Tajlandia, Timor Wschodni, Ukraina, Wielka Brytania, Stany Zjednoczone i Wietnam.

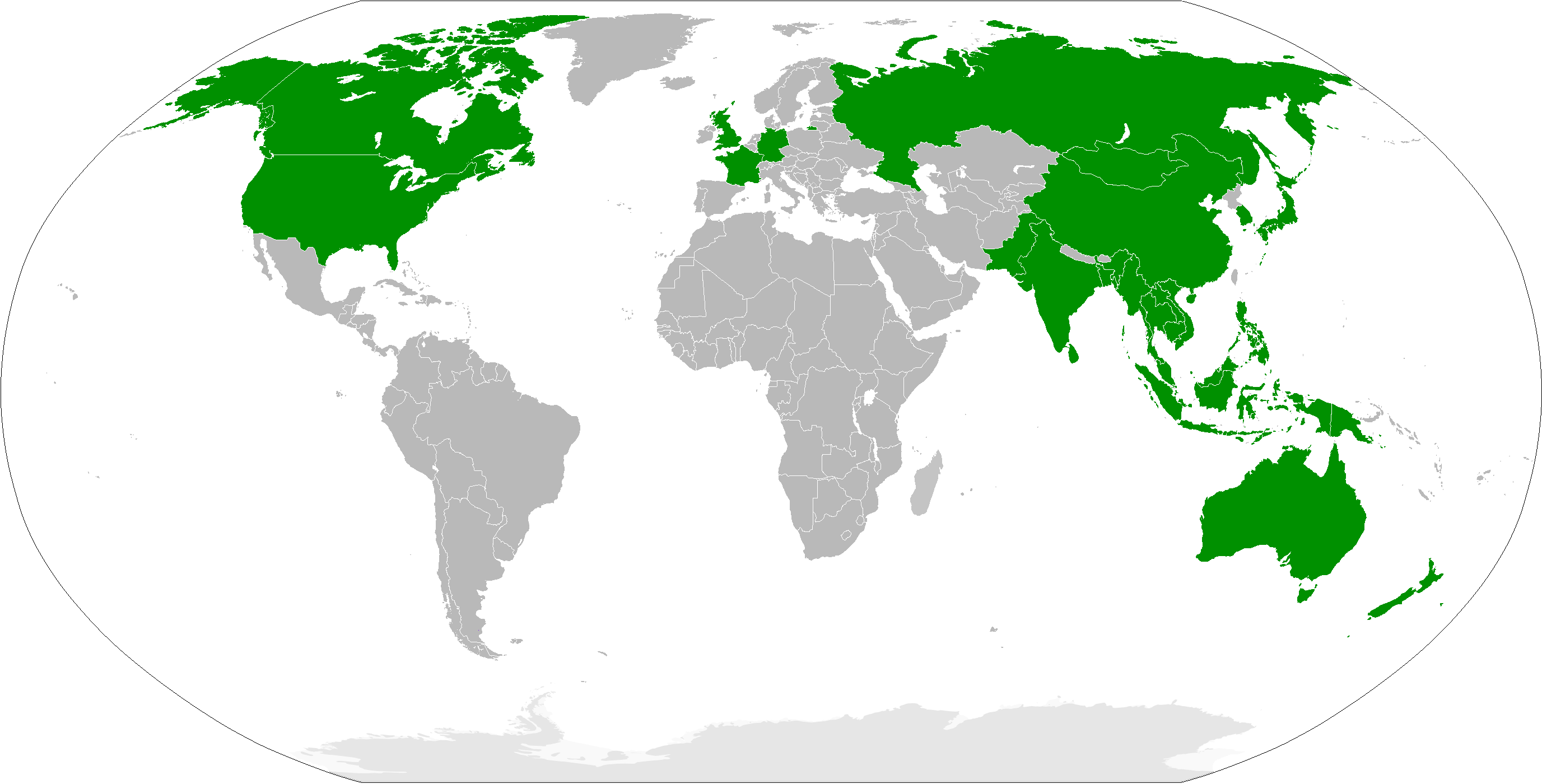
Kraje uczestniczące w Shangri-La Dialogue

## Historia
Przed pierwszym szczytem Azja nie miała regionalnych ram bezpieczeństwa, takich jak Europa. Wcześniej w 1996 r. sekretarz obrony USA William Perry i minister obrony Tajlandii Chavalit Yongchaiyudh zaproponowali osobne inicjatywy mające na celu zgromadzenie swoich odpowiedników w Azji, ale nie przyniosły one żadnego rezultatu. Jedynym wielostronnym forum bezpieczeństwa azjatyckiego o zasięgu pierwszym było Forum Regionalne ASEAN, które uznano za nieodpowiednie, ponieważ skupiało się gospodarce, bez miejsca dla dyskusji ministrów obrony.

### Lata 2000.

Timothy J. Keating i Jerry Mateparae omawiają kwestie wzajemnej obrony podczas Dialogu Shangri-La w 2009 roku

Konferencja zainicjowana w 2002 roku, była nieoficjalnym szczytem obronnym, który umożliwiał urzędnikom obronnym spotykanie się prywatnie i w zaufaniu, dwustronnie i wielostronnie, bez obowiązku sporządzania formalnego oświadczenia lub komunikatu” W inauguracyjnym szczycie (znanym wówczas jako Konferencja Bezpieczeństwa Azji) wzięło udział około tuzina wiceministrów i przedstawicieli ministerstw, w tym delegacja amerykańska pod przewodnictwem zastępcy sekretarza obrony USA Paula Wolfowitza.

### Lata 2010.
Podczas szczytu w 2010 r. pierwszym szefem państwa, który wygłosił przemówienie inauguracyjne, był prezydent Republiki Korei Lee Myung-Bak. Wśród innych znaczących delegacji znalazła się delegacja rosyjska pod przewodnictwem wicepremiera (i byłego ministra obrony) Siergieja Iwanowa oraz delegacja chilijska pod przewodnictwem ministra obrony Jaime Ravinet de la Fuente. Sekretarz obrony USA Robert Gates po raz czwarty pojawił się na konferencji prasowej jako przedstawiciel SLD, a zastępca szefa sztabu generalnego Chin, generał porucznik Ma Xiaotian, poprowadził delegację Armii Ludowo-Wyzwoleńczej.
W czerwcu 2011 r. w debacie nastąpił wyraźny zwrot w kierunku kwestii bezpieczeństwa niestandardowych, a także kwestii związanych z Morzem Południowochińskim. Premier Malezji Najib Tun Razak w swoim przemówieniu inauguracyjnym wspomniał o nowym multilateralizmie mającym na celu stawienie czoła wyzwaniom bezpieczeństwa w regionie, takim jak przemyt ludzi, handel narkotykami, terroryzm i rozprzestrzenianie broni nuklearnej. Chiny po raz pierwszy były reprezentowane na szczycie na szczeblu ministerialnym. Chiński minister obrony, generał Liang Guanglie, podkreślił pokojowy rozwój Chin w regionie i chęć współpracy z krajami sąsiadującymi w celu rozwiązania konkurencyjnych roszczeń terytorialnych na Morzu Południowochińskim.
Stany Zjednoczone potwierdziły swoje zaangażowanie w regionie Azji i Pacyfiku pomimo ograniczeń budżetowych, wojen i słabnącej gospodarki krajowej. Stany Zjednoczone zawsze były postrzegane jako dominująca potęga w regionie Pacyfiku, a teraz muszą dostosować się do rosnącej potęgi Chin, aby pomóc utrzymać stabilność i bezpieczeństwo w regionie.

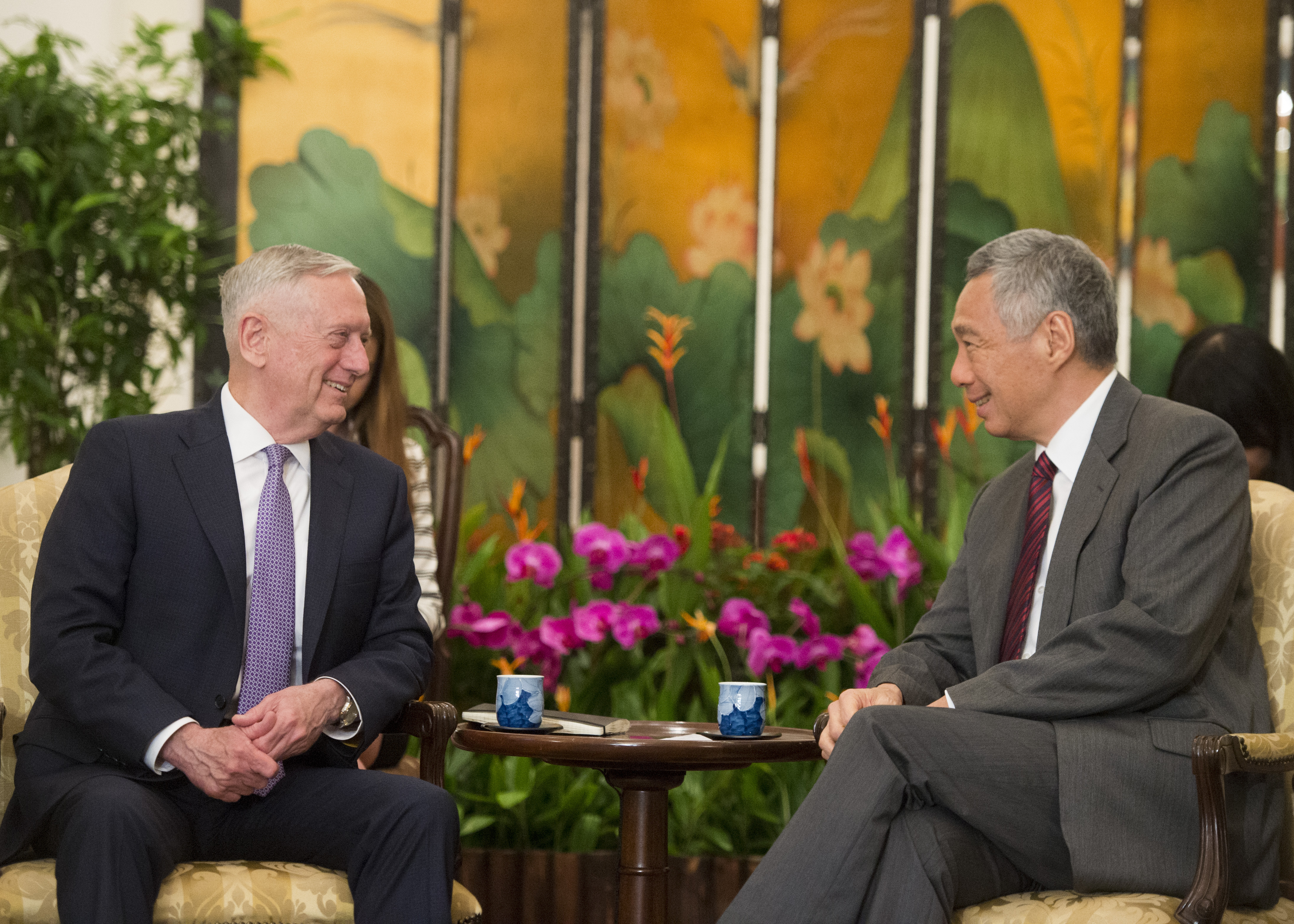
Jim Mattis i Lee Hsien Loong omawiają stosunki wojskowe między dwoma krajami podczas Dialogu Shangri-La w 2017 roku

### Lata 2020.
19. konferencja SLD, pierwotnie zaplanowana na 5–7 czerwca 2020 r., została przełożona na 2021, a następnie na 2022  r. z powodu pandemii COVID-19 w Singapurze.
19. konferencja SLD odbyła się w dniach 10–12 czerwca 2022 roku po dwuletniej przerwie. Premier Japonii, Fumio Kishida, był głównym mówcą natomiast radca stanu i minister obrony narodowej Chin, generał Wei Fenghe, przemawiał i odpowiadał na pytania publiczności dotyczące chińskiej wizji porządku regionalnego. W szczycie wzięli udział przedstawiciele 42 krajów, w tym 37 delegatów na szczeblu ministerialnym i ponad 30 wyższych rangą urzędników ds. obronności. Prezydent Ukrainy Wołodymyr Zełenski wygłosił wirtualne przemówienie na Szczycie 11 czerwca.
W 2025 roku skład reprezentacji Chin nie obejmował ministra obrony Dong Jun. Podkreślany był fakt konferencji Beijing Xiangshan Forum organizowanej w Pekinie.